# Širó Akabori
Širó Akabori (赤堀 四郎 Akahori Shirō) byl japonský chemik a vysokoškolský profesor, původce Akaboriho redukce a Akaboriho syntézy.

## Život a vzdělání
Po absolvování veřejné školy studoval od roku 1918 obor farmacii na lékařské fakultě Univerzity v Čibě. Po promoci roku 1921 nastoupil do farmaceutické společnosti Momotani Juntenkan, kde působil jakožto asistent Nišizawa Júšičiho, chemika Císařské univerzity v Tokyu. V létě téhož roku doprovázel Nišizawu na krátkou návštěvu Císařské univerzity v Tohoku, aby se mohl učit organické chemii pod vedením Madžimi Rikó. Za finanční pomoci stipendia od spoelčnosti Ajinomoto zde také zahájil svůj vlastní výzkum, který pokračoval až do roku 1925. Od roku 1930 vyučoval na vysoké škole pod vedením Madžimi, kde také získal roku 1931 doktorát.
Mezi lety 1932 až 1935 pokračoval ve svých studiích v zahraničí. Po svém návratu do Japonska působil Akabori jakožto asistující profesor při Ósacké univerzitě. Roku 1939 byl jmenován plnohodnotným profesorem, roku 1947 děkanem fakulty přírodních věd a roku 1949 děkanem fakulty svobodných umění. V roce 1953 byl jmenován profesorem nově vzniklého Ústavu pro aplikovanou mikrobiologii při Tokijské univerzitě. Od roku 1958 působil jako vedoucí laboratoře výzkumu proteinů (蛋白質研究所, "Tanpakushitsu Kenkyūjo") na Ósacké univerzitě. Zde byl také jmenován v roce 1960 rektorem univerzity a v této funkci setrval až do roku 1966, kdy odešel do důchodu. Ve stejný rok byl jmenován členem Německé akademie věd Leopoldiny a o rok později, v roce 1967, prezidentem Ústavu fyzikálního a chemického výzkumu (Riken).
Širó Akabori zemřel 3. listopadu 1992 v prefektuře Šizuoka.

## Dílo
Akabori se zabýval především studiem aminokyselin a proteinů, ale také biochemií jejich oxidačních procesů. Roku 1931 vyvinul metodu redukce ɑ-aminokyselin na ɑ-aminoaldehydy (Akaboriho redukce), v roce 1943 pak metodu syntézy aminoalkoholů (Akaboriho syntéza). Roku 1952 zveřejnil práci zaobírající se metodou, která sloužila k identifikaci C-koncových aminokyselin proteinů jejich reakcí s hydrazinem. Při této reakci jsou všechny aminokyseliny (vyjma C-koncových) odbourány na hydrazidy.
V roce 1955 obdržel cenu Japonské akademie věd a o deset let později Japonský Řád kultury. O rok později se pak Akabori stal čestným občanem svého rodného města. V roce 1975 byl Akaborimu udělen Řád posvátného pokladu.